# Jack Willis
Joshua „Jack“ Willis (* 15. April 1920 in Galena (Illinois)) ist ein ehemaliger US-amerikanischer Jazztrompeter (auch Kornett, Mellophon).
Willis spielte in den 1950er Jahren in der Rhythm-and-Blues-Band von Paul Gayten. Er trat im Laufe seiner Karriere mit der Original Tuxedo Jazz Band (mit Albert French und Louis Barbarin), im New Orleans Ragtime Orchestra sowie mit den Young Tuxedo, New Orleans All Star Marching Band und George Williams Brass Bands auf; außerdem arbeitete er mit George Lewis, mit dem er 1957 auf dem Newport Jazz Festival gastierte. Willis wirkte zwischen 1951 und 1983 bei 25 Aufnahmesessions mit.
Willis' zu Ehren schrieb  Samuel Mc Neely das Gedicht Connoisseur's Cornetist.